# Ủy ban Giao dịch và Chứng khoán Hoa Kỳ
Ủy ban Giao dịch và Chứng khoán Hoa Kỳ (SEC) là một cơ quan độc lập của chính phủ liên bang Hoa Kỳ. SEC chịu trách nhiệm chính trong việc thực thi luật chứng khoán liên bang, đề xuất các quy tắc chứng khoán và điều chỉnh ngành chứng khoán, chứng khoán và trao đổi quyền chọn của quốc gia và các hoạt động và tổ chức khác, bao gồm thị trường chứng khoán điện tử ở Hoa Kỳ.
Ngoài Đạo luật Giao dịch Chứng khoán năm 1934, đã tạo ra nó, SEC thi hành Đạo luật Chứng khoán năm 1933, Đạo luật Chứng nhận ủy thác năm 1939, Đạo luật Công ty Đầu tư năm 1940, Đạo luật Cố vấn Đầu tư năm 1940, Đạo luật Sarbanes của Oxley 2002, và các đạo luật khác. SEC được tạo ra bởi Phần 4 của Đạo luật Giao dịch Chứng khoán năm 1934 (hiện được mã hóa thành 15 U.S.C. § 78d và thường được gọi là Đạo luật Trao đổi hoặc Đạo luật 1934).

## Tổng quan
SEC có một nhiệm vụ gồm ba phần: bảo vệ các nhà đầu tư; duy trì thị trường công bằng, trật tự và hiệu quả; và tạo điều kiện hình thành vốn.